# 現在価値
現在価値（げんざいかち）とは、発生の時期を異にする貨幣価値を比較可能にするために、金融用語では将来の価値を一定の割引率（discount rate）を使って現在時点まで割り戻した価値である。

## 例
割引率が年5パーセントのとき、1年後の1万円は、現在の 10000/1.05 = 9524 円に値する。これを「1年後の1万円の現在価値は9524円である」という。2年後の1万円の現在価値は、10000/1.052 = 9070 円である。一般に年割引率がi であるとき、t 年後のR 円の現在価値は、R /(1+i ) t によって与えられる。このときの 1/(1+i ) t を割引因子という。
T年間に渡り各年でキャッシュフロー Ri を発生させる資産があった場合、その現在価値は次になる。
{\displaystyle NPV={\frac {R_{1}}{1+i}}+{\frac {R_{2}}{(1+i)^{2}}}+\cdots +{\frac {R_{T}}{(1+i)^{T}}}=\sum _{t=1}^{T}{\frac {R_{t}}{(1+i)^{t}}}}

## 極限
上記は、現在のP 円が年利i の1年複利でt 年後にP (1+i ) t 円に増殖することに対応している。もしも半年複利なら、これはt 年後にP (1+i /2) 2t に増殖する。4ヶ月複利なら、t 年後にはP (1+i /3) 3t に増える。一般に、1/n 年複利なら、t 年後の価値はP (1+i /n ) n t となり、n を限りなく大きくしていくと、
{\displaystyle \lim _{n\rightarrow \infty }P\left(1+{\frac {i}{n}}\right)^{nt}=P\left[\lim _{n\rightarrow \infty }\left(1+{\frac {i}{n}}\right)^{n/i}\right]^{it}=Pe^{it}}
となる。したがって、時間を離散的でなく連続的にとり、単位時間当たりの割引率をi とすると、時点t における価値P の現在価値は、P e−i t と書ける。

## 関連事項
- 割引現在価値